# Participações de Aline (série)
Lista com participações da série Aline.

## Elenco principal
- Maria Flor - Aline da Silva
- Pedro Neschling - Pedro
- Bernardo Marinho - Otto
- Camila Amado - Dona Rosa
- Bianca Comparato - Kelly
- Fernando Caruso - Wallace
- Otávio Müller - Rico
- Isio Ghelman - Yuri
- César Cardadeiro - Max
- Gilberto Gawronski - Pipo
- Marco Furlan - Heitor

## Diário de Aline

### Participação
- Gillray Coutinho - Editor

### Elenco
- Franco Ventura
- João Bresser - vendedor na livraria
- Marcelo Portinari
- Marcelo Szykman
- Mário Cândido
- Otávio Martins
- Sander Rocha

## Aline Serial Killer

### Participação
- Raquel Galvão - Lola
- Charles Fricks - Igor

### Elenco
- Deco Mansilha
- Felipe Miranda

## Aline Gorda

### Participação
- Leona Cavalli - Vera
- Paulo Miklos - Jorge
- Raquel Galvão - Lola
- Luciana Brites - Linda
- Theresa Piffer
- Charles Fricks - Igor
- Kiko Mascarenhas - cliente da loja de Vera

### Elenco
- Ilya São Paulo
- Rodrigo Edelstein
- Marcos Mello
- Alcemar Vieira
- Alexandre Akerman
- Bethito Tavares - motoboy
- Fred Steffen
- Ronaldo Reis - homem que desconcorda com Jorge
- Lena Brito
- Heraldo Duarte

## Aline TPM

### Participação
- Luciana Brites - Linda

### Elenco
- João Polessa
- Daniela Bavaso - cliente da loja de Vera
- Ed Moraes
- Felipe Titto
- Camila dos Anjos
- Pablo Bellini - cliente estrangeiro da Pipo & Rico Records

## Aniversário da Aline

### Participações
- Carol Machado - Gabi Toma-Todas
- Beto Lee - Como ele mesmo

### Elenco
- Auro Medeiros - ex-namorado de Kelly
- Cadu Garcia
- Expedito Araújo
- Joca Andreazza - André
- Simone Soares
- Thiago Bugallo

## Aline no Rio de Janeiro

### Participações
- Cândido Damm - Evandro
- Orã Figueiredo - Farofa
- Marcelo Flores
- Charles Fricks - Igor
- Sávio Moll - flanelinha

### Elenco
- Ana Carolina Machado
- Ana Claudia Padilha
- Daniela Fontan - desenhista
- Dirceu Capuchinqui - porteiro do motel
- Fabrício Valverde
- Gisah Ribeiro
- Isabella Meirelles
- Marcelo Assumpção
- Pierre Santos
- Tuini Bitencourt
- Wallace Coutinho
- Zé Luiz Perez

## Aline Partida

### Participação
- Cláudio Mendes - pai de Otto

### Elenco
- Fábio Araújo - garçom da pizzaria

## Aline x Vera

### Participação
- Arthur Kohl - Dono do Burger Rocket
- Giselle Batista - Milena
- Michelle Batista - Mirella
- Marcos Miura - Paulo

## Outras participações
- Ângela Dip - Ruth
- Bianca Byington - Renata
- Fernando Bergara - Lukkas
- Giulia Gam - Sofia
- Lucélia Santos - Débora
- Márcia Cabrita - Rose
- Nathália Dill - Morte
- Paulo Betti - Zito
- Isabeli Fontana - Michele